# Suisse aux Jeux olympiques d'été de 1960
La Suisse participe aux Jeux olympiques d'été de 1960 à Rome, en Italie. Elle y remporte six médailles : trois d'argent et trois de bronze, se classant à la 24e place au tableau des médailles. Le tireur August Hollenstein est le porte-drapeau d'une délégation suisse comptant 149 sportifs (147 hommes et 2 femmes).

## Médailles
| Médaille                            | Nom                                              | Sport      | Compétition                         |
| ----------------------------------- | ------------------------------------------------ | ---------- | ----------------------------------- |
| Médaille d'argent, Jeux olympiques  | Gustav Fischer                                   | Équitation | Dressage individuel                 |
| Médaille d'argent, Jeux olympiques  | Anton Bühler Rudolf Günthardt Hans Schwarzenbach | Équitation | Concours complet par équipe         |
| Médaille d'argent, Jeux olympiques  | Hans Rudolf Spillmann                            | Tir        | 300 mètres carabine trois positions |
| Médaille de bronze, Jeux olympiques | Ernst Hürlimann Rolf Larcher                     | Aviron     | Deux de couple                      |
| Médaille de bronze, Jeux olympiques | Anton Bühler                                     | Équitation | Concours complet individuel         |
| Médaille de bronze, Jeux olympiques | Henri Copponex Pierre Girard Manfred Metzger     | Voile      | 5,5 mètres JI                       |